# 幸手市

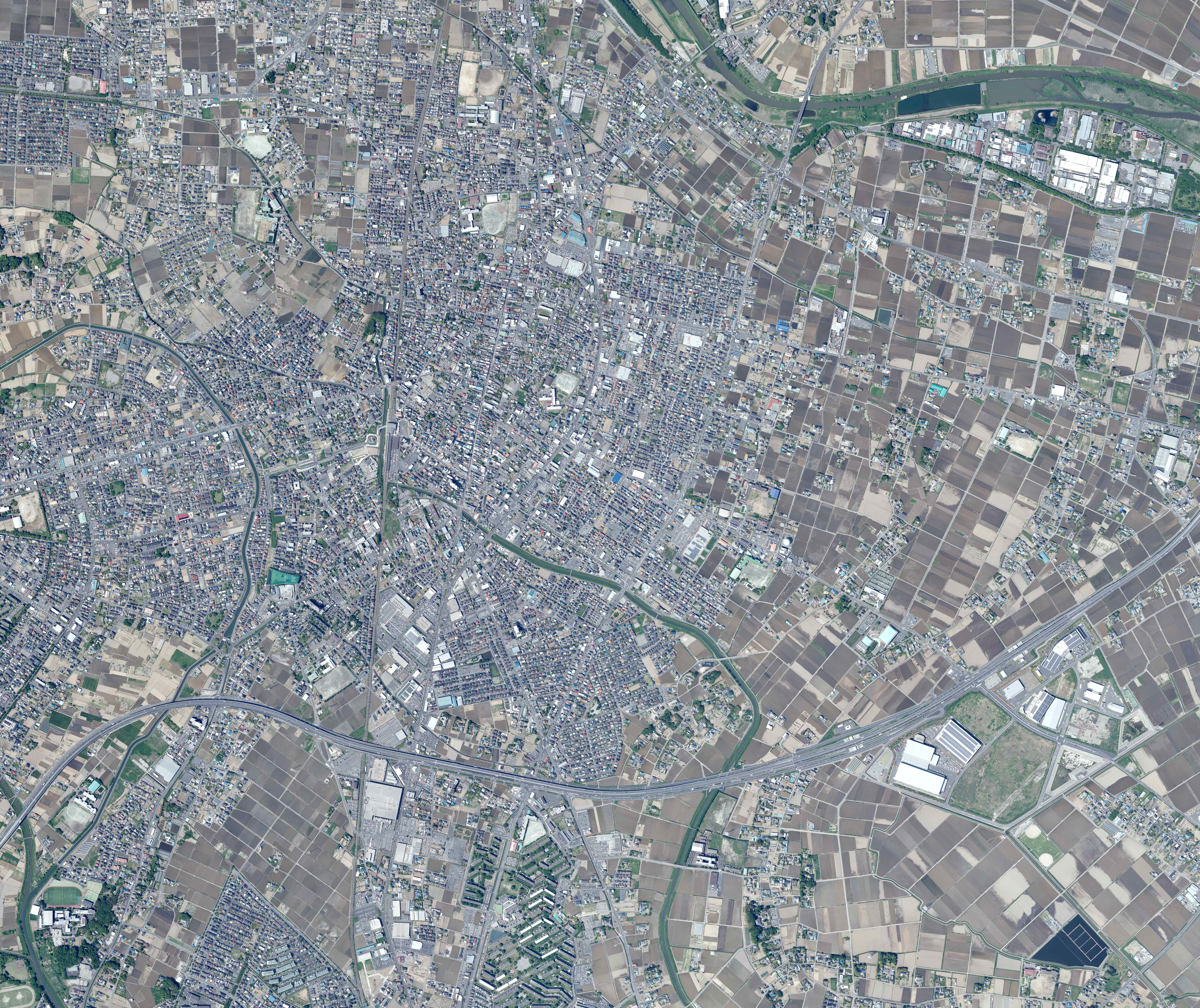
幸手市中心部周辺の空中写真。2021年5月6日撮影の15枚を合成作成。。

幸手市（さってし）は、埼玉県の東部に位置する市。人口は約5万人。1986年に市制施行した。

## 概要
江戸時代から日光御成街道と日光街道（奥州街道）の合流点に位置する宿場町として栄えた。市内には徳川将軍が日光東照宮へ墓参する際に立ち寄った聖福寺や明治天皇が行幸した折に宿泊した行在所跡が残る。

## 地理
関東平野のほぼ中央にあり、埼玉県内では東部地域の北寄りに位置する。東京都心からの距離は約50kmである。利根川に近く、ほぼ全域が海抜10m前後の沖積低地である。しかし東部には、自然堤防の微高地や下総台地の末端部（江戸川開削によって切り離された）など、海抜20m前後の台地状地形も存在する。
市の西寄りを南北に東武日光線と国道4号が縦断しており、東武日光線幸手駅とその東側の旧道（旧・日光街道）、国道4号を中心に宅地を中心とする市街地が広がる。市街地の外側では水田地帯中に集落が散在している。
近年は市南西部の国道4号沿いに多くの郊外型店舗が出店しており、2005年（平成17年）には大規模なショッピングセンターも開店した。一方で市中心部にある商店街の買い物客が減少しているとされる。

### 河川
- 江戸川
- 中川
- 権現堂川
- 葛西用水
- 南側用水路
- 千石用水路
- 北側用水路（北側用排水路）
- 権現堂川用水路（内国府間用水路）
- 上吉羽赤木用水路
- 堤下用水
- 大中落悪水路
- 中落悪水路
- 倉松川
- 根用水
- 中郷用水路
- 上高野用水路
- 安戸落悪水路
- 外郷内落
- 地蔵院落
- 浅堀
- 神扇落
- 幸手放水路
- 中島用水路
惣新田春日部線の東方を幸手市大字惣新田と北葛飾郡杉戸町大字屏風の境界で流下する水路。
- 中島用悪水路
- 大島新田川
- 矢落堀

### 湖沼
- 高須賀池
- 神扇池（市営釣り場）
- 大島新田調整池
- 行幸湖

### 大字、町の個数
|                | 幸手町    | 幸手町   | 幸手町 | 幸手町   | 幸手町 | 幸手町 | 幸手町 | 幸手町   | 幸手町 |
| -------------- | --------- | -------- | ------ | -------- | ------ | ------ | ------ | -------- | ------ |
| 幸手           | 桜田      | 行幸     | 上高野 | 権現堂川 | 吉田   | 豊岡   | 八代   | 幸手団地 |        |
| 昭和30年代後半 | 2大字     | 2大字    | 5大字  | 1大字    | 4大字  | 5大字  | 4大字  | 8大字    |        |
|                | 幸手市    |          |        |          |        |        |        |          |        |
| 平成19年       | 2大字20町 | 2大字4町 | 5大字  | 1大字1町 | 4大字  | 5大字  | 4大字  | 8大字6町 | 6町    |

### 人口
埼玉県の市で最も人口が少なく、減少傾向である。2021年7月には人口が5万人を切った。
| |                                        |  |
| 幸手市と全国の年齢別人口分布（2005年） | 幸手市の年齢・男女別人口分布（2005年） |  |
| ■紫色 ― 幸手市 ■緑色 ― 日本全国 | ■青色 ― 男性 ■赤色 ― 女性              |  |
| 幸手市（に相当する地域）の人口の推移 \| 1970年（昭和45年） \| 27,923人 \| \| \| 1975年（昭和50年） \| 43,083人 \| \| \| 1980年（昭和55年） \| 49,704人 \| \| \| 1985年（昭和60年） \| 51,462人 \| \| \| 1990年（平成2年） \| 54,342人 \| \| \| 1995年（平成7年） \| 58,172人 \| \| \| 2000年（平成12年） \| 56,413人 \| \| \| 2005年（平成17年） \| 54,006人 \| \| \| 2010年（平成22年） \| 54,020人 \| \| \| 2015年（平成27年） \| 52,524人 \| \| \| 2020年（令和2年） \| 50,066人 \| \| |                                        |  |
| 総務省統計局 国勢調査より |                                        |  |
| 1970年（昭和45年） | 27,923人                               |  |
| 1975年（昭和50年） | 43,083人                               |  |
| 1980年（昭和55年） | 49,704人                               |  |
| 1985年（昭和60年） | 51,462人                               |  |
| 1990年（平成2年） | 54,342人                               |  |
| 1995年（平成7年） | 58,172人                               |  |
| 2000年（平成12年） | 56,413人                               |  |
| 2005年（平成17年） | 54,006人                               |  |
| 2010年（平成22年） | 54,020人                               |  |
| 2015年（平成27年） | 52,524人                               |  |
| 2020年（令和2年） | 50,066人                               |  |

### 人口動態概要
2024年現在約4.8万人となっており1979年(昭和54年)の人口とほぼ同じ水準である。首都圏の成長に伴い高度経済成長期には人口増加が続いたが,1995年国勢調査を境に人口減少が続いている。2024年9月1日時点の人口は48,562人となっており最盛期からの人口減少数は約1万人,人口減少率では-16.5%に及ぶ。都心回帰による首都圏の郊外の自治体の中でもとりわけ人口減少が進んでいる地域となっている。
| 実施年 | 幸手市人口(人) | 幸手市増加数(人) | 幸手市増加率(%) | 国内増加率(%) |
| ------ | -------------- | ---------------- | --------------- | ------------- |
| 1950年 | 24,097         | -                | -               | -             |
| 1955年 | 23,985         | 112              | 0.5             | 7.3           |
| 1960年 | 23,378         | 607              | 2.5             | 4.6           |
| 1965年 | 25,169         | 1,791            | 7.7             | 5.2           |
| 1970年 | 27,923         | 2,754            | 10.9            | 5.5           |
| 1975年 | 43,083         | 15,160           | 54.3            | 7.9           |
| 1980年 | 49,704         | 6,621            | 15.4            | 4.6           |
| 1985年 | 51,462         | 1,758            | 3.5             | 3.4           |
| 1990年 | 54,342         | 2,880            | 5.6             | 2.1           |
| 1995年 | 58,172         | 3,830            | 7.0             | 1.6           |
| 2000年 | 56,413         | 1,759            | 3.0             | 1.1           |
| 2005年 | 54,006         | 2,407            | 4.3             | 0.7           |
| 2010年 | 54,020         | 14               | 0.0             | 0.2           |
| 2015年 | 52,524         | 1,496            | 2.8             | 0.8           |
| 2020年 | 50,066         | 2,458            | 4.7             | 0.8           |

### 旧幸手町
注意：ここに記した旧幸手町は1954年（昭和29年）〜1955年（昭和30年）合併以前の町域を対象としており、他の行幸地区・上高野地区・吉田地区・権現堂川地区・桜田地区・八代地区・豊岡地区に関しては、行幸村・上高野村・吉田村・権現堂川村・桜田村・八代村・豊岡村の項を参照されたい。

#### 人口
- 1887年（明治20年） - 約5,666人（戸数：1,021戸）[2]
- 1930年（昭和5年） - 約5,875人（戸数：1,175戸）[2]
- 1954年（昭和29年） - 約8,559人[3]

#### 面積
- 385町7反3畝26歩[2]（大字幸手、大字内国府間の合計）

#### 地名
以下は旧幸手町の大字および小字である。なお、大字幸手の小字に関しては幸手宿の項を参照されたい。
内国府間（うちごうま）明治合併以前「内国府間村（うちごうまむら）」

| - 本村前（ほんむらまへ） - 本村裏 - 岸内（きしうち） - 新田裏（しんでんうら） - 新田前（しんでんまへ） - 順礼（じゆんれい） | - 海道東（かいだうひがし） - 壹丁田（いつちやうだ） - 長戸呂 - 中新田 - 内記新田 - 本村 |

#### 明治以前の産物
幸手宿

| - 米 - 大麦 - 小麦 - 大豆 - 小豆 | - 酒 - 濁酒 - 醤油 - 水油 - 胡麻油 |

## 歴史
幸手市およびその前身の幸手町と合併する以前の各町村の歴史については、それぞれの項目を参照。
- （明治合併：幸手宿、内国府間村）
- （昭和合併：幸手町、行幸村、上高野村、吉田村、権現堂川村、桜田村、八代村、豊岡村）

### 近代以前
- 古代から中世までは下総国葛飾郡に属す。
- 幸手の地名はこの地に日本武尊が東征に際して「薩手が島」に上陸、田宮の雷電神社に農神を祭ったという言い伝えが残っており、「幸手」の市名はその薩手（さって）に由来すると伝えられている。
- 鎌倉時代から江戸時代の初めにかけては古河公方の家臣一色氏の領地であった。
- 江戸時代には、大部分が幕府の支配（天領）となり、関宿向川岸・槙野地は下総国関宿領となった。五街道が整備され、日光街道の宿場町（幸手宿）として現在の市街地の基盤が形成される。

### 略年表

#### 中世・近世
- 1319年（元応元年） - 一色氏が三河国幡頭郡一色より下総国田宮荘に入部する。
- 1399年（応永6年） - 一色直兼が田宮荘に入部する。
- 1498年（明応7年） - 田宮の浪寄に石堂四郎義房と大安養康が宝持寺を建立する。
- 1526年（大永6年）2月15日 - 宝持寺開山の季雲が寂す。
- 1547年（天文18年）4月25日 - 宝持寺第二世の大安養康が102歳で寂す。
- 1554年（天文23年）10月 - 北条氏康が古河公方足利晴氏を攻め、北条軍により田宮城および天神島砦が落城する。
- 1555年（天文24年） - 一色直勝が北条氏康より田宮荘の本領に安堵される。
- 1590年（天正18年） - 一色直朝と子の義直が田宮城を退去し、下総国大淵寺に隠居する。義直の弟であり取手市小文間城主であった政義は川崎（上川崎）に隠棲し渡辺と改姓し土着する。北条氏を離れ豊臣秀吉方に臣従する。
- 1591年（天正19年）12月 - 関東に入国した徳川家康は一色義直を御家人とし、武州幸手5160石を賜る。現在の幸手市中一丁目6番13号に陣屋（幸手陣屋、一色氏陣屋。現在は一色陣屋稲荷）を構える。
- 1592年（文禄元年）1月23日 - 徳川家康が葛飾郡幸手の不動院と浦和・中尾の玉林坊に年中行事職を安緒する。
- 1600年以前 - 一色義直、隠居し、嫡子の一色照直が家督と領地を相続。
- 1601年（慶長6年） - 一色照直は下総国相馬郡木野崎（千葉県野田市木野崎）を領することとなり、一色氏は幸手を離れた。
- 1616年（元和2年）3月1日 - 一色政義（渡部政義。義直弟。）が埼玉県久喜市鷲宮町上川崎の渡辺家にて没す。以降名主家として存続。
- 1641年（寛永18年） - 権現堂川が利根川に疏通する。
- 1642年（寛永19年）4月21日 - 徳川家光は日光社参の帰路に幸手宿の正福寺にて昼食休憩を行う。
- 1648年（慶安元年） - 幸手宿の宝持寺と聖福寺がそれぞれ寺領10石を付せられる。
- 1651年（慶安4年）4月10日 - 幸手宿の御憩息所をはじめとする宿場の3分の2を焼失し、伊奈忠治が注進する。
- 1660年（万治3年） - 伊奈忠克により葛西用水路が開削・整備され、琵琶溜井などが形成される。
- 1780年（安永9年）6月 - 大雨による増水で利根川・荒川などが決壊し水害が起こる。この年に幸手宿をはじめ栗橋宿・杉戸宿・粕壁宿・草加宿は水難による修理費として幕府に拝借金を請願する。
- 1784年（天明4年） - 葛飾郡幸手宿の名主などによる窮民賑救を称し、正福寺境内に「義賑窺餓の碑」が建立される。
- 1795年（寛政7年） - 幸手の知久文左衛門が幕府により権現堂川・江戸川の水防見廻役に命じられる。
- 1809年（文化6年）8月 - 国学者の橘守部が葛飾郡幸手宿に移住する。
- 1826年（文政9年）6月 - 権現堂川筋の大修築が幕府により行われる。
- 1833年（天保4年）8月28日 - 葛飾郡幸手宿に米穀屋の打ちこわしが起きる。

#### 明治・大正
- 1868年（明治元年）8月 - 幸手宿をはじめ、ほぼ今日の市域が下総知県事の所轄となる。
- 1869年（明治2年）1月 - 下総知県より葛飾県となる。
- 1871年（明治4年）11月 - 葛飾県・小菅県の両県が廃止となり、埼玉県となる。
- 1872年（明治5年）
  - 埼玉県の出張所が幸手・行田・越ヶ谷・岩槻に置かれる。
  - 2月1日 - 幸手学校が創立される。
  - 4月9日 - 庄屋・名主・年寄などを廃止し、正戸長・副戸長が置かれる。
  - 7月1日 - 幸手郵便局が置かれる。
- 1873年（明治6年）
  - 3月28日 - 日光御成街道の足立郡川口町より幸手町に至る区間において並木を伐採し、道路修築費に充てる。
  - 知久文蔵宅に幸手学校が設立される。
- 1875年（明治8年）6月 - 知久文題宅より担景寺に幸手学校が移転する。
- 1876年（明治9年） - 権現堂川堤が改修され、行幸堤となる。
- 1877年（明治10年） - 幸手警察署が置かれる。
- 1881年（明治14年） - 7月30日および31日に明治天皇東北巡りで幸手に宿泊する。
- 1886年（明治19年） - 幸手学校が尋常小学幸手学校となる。
- 1888年（明治21年） - 久喜幸手道（久喜新道、現：県道幸手久喜線）が開通する。
- 1889年（明治22年）
  - 4月1日、町村制の施行に伴い、幸手宿・内国府間村が合併し北葛飾郡幸手町となる（現在の中・北・西・南・東・緑台・大字幸手・大字内国府間の地域）。
  - 6月、幸手町外六ヶ村組合立幸手高等小学校を開設する。
- 1890年（明治23年）6月 - 幸手町に電信分局が開設される。
- 1891年（明治24年） - 幸手町に幸手商業会が設立される。
- 1894年（明治27年） - 電報が開始される。
- 1895年（明治28年）3月30日 - 千葉県東葛飾郡関宿町大字向河岸及び大字向下河岸が分離して中葛飾郡豊岡（とよおか）村に編入され、豊岡村大字西関宿となる。
- 1896年（明治29年）
  - 3月24日 - 粕壁銀行（現・埼玉りそな銀行）幸手支店開設。
  - 3月29日 - 中葛飾郡が北葛飾郡に統合される。
- 1899年（明治32年） - 大雨により権現堂川の堤防が決壊する。
- 1908年（明治41年）3月31日 - 幸手町外六ヶ村組合幸手農業学校の設置が認可され、幸手町大字幸手仲1391番地に開校する。
- 1910年（明治43年） - 関東大水害により大水が発生する。
- 1911年（明治44年） - 電話線開通。
- 1914年（大正3年） - 電燈が設けられる。
- 1917年（大正6年） - 北葛飾郡桜井村大字細野が分離し北葛飾郡吉田村に編入される。
- 1923年（大正12年）9月1日 - 関東大震災により被災する。

#### 昭和
- 1928年（昭和3年）
  - 庄内古川が改修され、宇和田公園が竣工する。
  - 7月4日、東武鉄道の幸手杉戸間の乗合バスが運行認可される。
- 1929年（昭和4年）4月1日 - 東武日光線幸手駅が開業。
- 1930年（昭和5年）3月 - 北葛飾郡上高野村の葛西用水路琵琶溜井樋管が総工費1万9100円をかけ改修される。
- 1932年（昭和7年）4月 - 南埼玉郡太田村大字栗原に「葛西用水路五閘改修之碑」が建立される。
- 1933年（昭和8年） - 幸手町に図書館が設立される。
- 1941年（昭和16年） - 幸手実業学校（現：埼玉県立幸手桜高等学校）が開校する。
- 1947年（昭和22年） - カスリーン台風により水害が発生する。
- 1954年（昭和29年）11月3日 - 幸手町・行幸村・上高野村・吉田村・権現堂川村が合併し、新たに幸手町となる。
- 1955年（昭和30年）
  - 1月1日 - 桜田村の一部（大字中川崎・大字下川崎）を編入する。
  - 4月1日 - 八代（やしろ）村・豊岡村の一部（中島・花島・槙野地・西関宿）を編入する。
- 1956年（昭和31年）
  - 1月1日 - 大字戸島字弁天、北天神、中水尾、南天神、六八、稲荷、浮張、内土腐、二本木、庄兵衛、二本木前及二本木裏が分離して杉戸町に編入され、杉戸町大字本島となる。
  - 9月1日 - 大字戸島字戍高入が分離し、杉戸町大字本島に編入される。
- 1957年（昭和32年） - 幸手電報電話局が置かれる。
- 1958年（昭和33年） - 幸手旧市街地（幸手宿）を迂回する国道4号の現道が開通する。
- 1959年（昭和34年） - 江戸川の堤防工事が開始される。
- 1960年（昭和35年）
  - 行幸小学校の学校給食が開始される。
  - 幸手中学校・上高野中学校・行幸中学校・権現堂川中学校が統合され、幸手中学校となる。
  - 9月10日 - 公益法人幸手商工会が設立される。
- 1961年（昭和36年） - 上水道が整備される。
- 1964年（昭和39年） - 有線放送が開始される。
- 1966年（昭和41年） - 屎尿処理場が整備される。
- 1967年（昭和42年） - 幸手町役場の新庁舎が竣工する。
- 1968年（昭和43年） - ごみ処理場竣工。
- 1969年（昭和44年） - 埼玉県道26号境杉戸線が改修される。
- 1972年（昭和47年）
  - 栄第一小学校が開校する。
  - 上高野小学校が移転する。
  - 住宅公団の幸手団地の第二次入居募集が行われるも、都心から遠いことが災いして競争率が0.3倍となる[4]。
- 1973年（昭和48年） - 幸手町中央公民館及び農村文化センター開館。
- 1974年（昭和49年） - 幸手町消防署が置かれる。
- 1975年（昭和50年） - 長倉小学校開校。
- 1976年（昭和51年） - 栄第二小学校・栄中学校が開校する。
- 1978年（昭和53年） - 幸手東小学校・東中学校・西中学校が開校する。
- 1979年（昭和54年） - 町立吉田幼稚園開園。
- 1980年（昭和55年）
  - 埼玉県立幸手高等学校開校。
  - 11月7日 - 町章（後の市章）および幸手町の花（さくら）・幸手町の木（槇）が制定される。
- 1982年（昭和57年）
  - 緑台小学校開校。
  - 幸手町の桜泉園屎尿処理場が竣工する。
  - B＆G幸手海洋センターの体育館及びプールの使用開始。
  - 幸手町立図書館開館。
- 1983年（昭和58年） - 桜泉園可燃ごみ処理場竣工。
- 1984年（昭和59年）
  - 吉田第一小学校および吉田第二小学校が統合され、吉田小学校となる。
  - 桜泉園と粗大ごみ処理場が整備される。
  - 幸手町消防署東分署が置かれる。
  - 幸手町立武道館が開館する。
- 1985年（昭和60年）
  - 幸手町西公民館及び西農村文化センターが設けられる。
  - 権現堂川小学校が移転する。
  - 幸手町児童館が開館する。
- 1986年（昭和61年）
  - 3月28日 - 上吉羽中央公園および上吉羽西公園が開園する。
  - 10月1日
    - 市制施行により、幸手市となる。
    - 市民憲章が制定され、文化都市宣言が宣言される。

  - 10月 - 勤労者体育センター多目的グラウンド竣工。
  - 11月 - 市制施行により幸手商工会が「幸手市商工会」へと改名。
- 1987年（昭和62年）
  - 4月 - 幸手駅前貫通道路開通。
  - 5月 - 幸手市北公民館開館。
  - 10月 - 幸手市民体操が発表され、第1回ふるさと祭りが催される。
- 1988年（昭和63年）
  - 3月31日 - 幸手総合公園開園。
  - 4月 - 権現堂桜堤周辺農地への菜の花の作付けが開始される。権現堂桜堤周辺での花いっぱい運動が開始される。
  - 5月 - 幸手市民歌「しあわせ風景」発表。
  - 6月 - 幸手市南公民館開館。

#### 平成以降
- 1989年（平成元年）
  - 1月 - 都市計画道路幸手鷲宮線が開通する。
  - 6月 - 勤労福祉会館開館。
- 1990年（平成2年）
  - 4月1日 - 平和都市宣言が宣言される。
  - 4月9日 - 香日向小学校開校。
  - 4月
    - 在宅老人デイサービス開始。
- 1991年（平成3年）
  - 4月 - 公共下水道の供用が開始される。
  - 5月 - 幸手市東公民館が開館し、幸手市弓道場が開場する。
  - 7月 - 幸手市コミュニティーセンター開設。
  - 7月 - 市制5周年記念花火大会が開催される。
  - 10月 - 幸手八景が決定される。平和都市宣言モニュメント「しあわせの手」が設置される。
  - 10月1日 - 健康ふれあいスポーツ都市宣言が宣言される。
- 1992年（平成4年）
  - 2月 - 権現堂調節池（行幸湖）竣工。
  - 3月 - 第1回幸手市さくらマラソン大会が開催される。
  - 5月 - ひばりが丘球場開設。
- 1993年（平成5年）
  - 4月 - テレホンガイドが導入される。
  - 5月 - 幸手市消防署西分署が置かれる。
- 1994年（平成6年）
  - 3月 - 幸手市営釣り場が開設される。
  - 4月 - よろず相談所開設。
  - 10月 - さくら10万本運動が開始される。
  - 11月 - 第1回幸手市民祭りが開催される。
- 1995年（平成7年）
  - 1月 - 幸手市民文化体育館（アスカル幸手）が開設される。
  - 3月 - 大島新田調節池が竣工する。
  - 10月 - 第1回行幸湖クリーン作戦が開催される。
  - 11月 - 2004年（平成16年）埼玉国体でのカヌー・新体操競技の開催地に幸手市が決定する。
  - 幸手市最終処分場が竣工する。
- 1996年（平成8年）
  - 1月 - 幸手市内循環バス（初代）運行開始。
  - 4月
    - 首都圏中央連絡自動車道の都市計画が決定される。
    - 埼玉県道152号加須幸手線のバイパスが一部開通する。

  - 5月 - 心身障害者地域デイケア施設「さくらの里」が開設される。
  - 6月 - 第2次行政改革大網を策定する。
  - 10月
    - 市制施行10周年記念式典が催される。
    - 第1回クリーン幸手市民運動が催される。
    - 東さくら通りに寒桜が植栽される。
- 1997年（平成9年）
  - 3月 - 市民より公募をした「幸せの手形」をアスカル幸手に設置する。
  - 4月
    - 第4次幸手市総合振興計画が策定される。
    - 権現堂桜堤に県下最高の33万人の花見客が訪れる。

  - 10月 - ごみの分別収集が開始される。
- 1998年（平成10年）
  - 3月 - さくらふれあい広場が竣工する。
  - 4月 - 24時間巡回型ホームヘルプサービスが開始される。
  - 田園都市づくり協議会による公共施設の相互利用が開始される。
  - 県内初の投票管理システムを導入する。戸籍情報システムを導入する。幸手市内循環バスの利用者が10万人を超える。
- 1999年（平成11年）
  - 幻の米「白目米」が復活する。
  - 幸手市の管理職の希望昇任・降任制度が導入される。
  - 6月5日 - 市内の大字神扇にて神扇スプレー倉庫爆発火災が発生。
  - 市内全中学校にインターネットが導入される。
- 2000年（平成12年）
  - さくらサミットが開催される。
  - 情報公開制度および個人情報保護制度が実施される。
  - 国際交流協会が設立される。
  - 市内の中学生を広島記念式典に派遣する。
- 2001年（平成13年）
  - 栄第一小学校と栄第二小学校の統合が決定する。
  - 神扇グラウンドが竣工する。
  - 心身障害者デイケア施設「なのはなの里」が開設される。
  - 乳幼児医療費支給年齢（入院分）を小学校入学前にまで拡大される。
  - 第10回さくらマラソン大会が開催される。
  - 2台目の高規格救急車が導入される。
- 2002年（平成14年）
  - 幸手東小学校と緑台小学校の統合が決定する。
  - 行幸湖で第1回ドラゴンボート大会が開催される。
- 2003年（平成15年）
  - 3月19日 - 東武伊勢崎線（現・東武スカイツリーライン）・日光線の東京地下鉄日比谷線・半蔵門線・東京急行電鉄田園都市線への相互直通運転開始。
  - 栄第一小学校と栄第二小学校が統合され、さかえ小学校が開校する。
  - 権現堂桜堤と行幸湖を繋ぐ外野橋が開通。
  - 本因坊八世伯元・九世察元の墓石が発見される。
  - 幸手警察署香日向駐在所を開設。
- 2004年（平成16年）
  - 高齢者元気アップ体操教室が開催される。
  - 市内で彩の国まごころ国体のカヌー・新体操競技が行われる。
  - 防犯の街づくり協定が締結される。
- 2005年（平成17年）
  - 幸手東小学校と緑台小学校が統合され、さくら小学校が開校する。
  - 幸手市保健福祉総合センター（ウェルス幸手）が開設される。
  - 中心市街地活性化に向け「TMO幸手」を認定する。
  - 幸手市行財政改革ATCプランを策定。
  - 幸手駅東口駅前広場を2007年度（平成19年度）の工事完了を目指し「完了期間宣言路線」として公表される。
  - 本因坊八世伯元・九世察元に続き十世烈元の墓石が発見される。
- 2006年（平成18年）5月14日 - 香日向コミュニティセンターと東鷲宮駅を結ぶ路線バスが中田観光バスにより運行開始（2021年9月30日運行休止）。
- 2008年（平成20年）3月14日 - 幸手駅東口駅前広場竣工。竣工式典挙行。
- 2009年（平成21年）3月31日 - 幸手市立栄中学校が閉校となり、幸手市立幸手中学校に統合。
- 2010年（平成22年）4月1日 - 日本保健医療大学開学。
- 2012年（平成24年）
  - 3月31日 - 幸手市立香日向小学校閉校となり、幸手市立長倉小学校に統合。
  - 5月7日 - 東埼玉総合病院が幸手市立栄中学校の跡地に移転、開院する。
  - 7月1日 - 埼玉利根保健医療圏医療連携推進協議会による「とねっと」の本格運用が開始。
- 2013年（平成25年）4月1日 - 消防が広域化し、埼玉東部消防組合となる。
- 2015年（平成27年）
  - 3月29日 - 首都圏中央連絡自動車道幸手インターチェンジ供用開始。
  - 10月 - 「幸手市デマンド交通 さっちゃん号」運行開始。
- 2016年（平成28年）
  - 3月31日 - 幸手市内循環バス（初代）廃止。
- 2019年（平成31年）
  - 3月16日 - 幸手駅橋上駅舎、東西自由通路（市道918号線）及び西口駅前広場竣工。竣工式典挙行。
  - 3月17日 - 幸手駅橋上駅舎、東西自由通路（市道918号線）及び西口駅前広場供用開始。
- 2021年（令和3年）
  - 3月20日 - 午後2時、埼玉県道267号幸手境線バイパスの中川橋梁「令和橋」を含む延長約1.8kmの区間が開通。
  - 7月 ‐ 県内の市で初めて人口5万人を切った。
- 2022年（令和4年）1月4日 - 幸手市内循環バス（2代）運行開始。これに伴い「幸手市デマンド交通 さっちゃん号」を廃止。

### 平成の大合併における幸手市の動向
平成の大合併に際して幸手市では当初、県は異なるが経済圏や生活圏が同一であるため隣接する茨城県猿島郡五霞町との合併を目指して法定協議会を設置し、準備を進めていた。しかし、合併後の帰属県など越境合併特有の難点もあり越県合併反対運動が発生、最終的に増田実市長のリコール運動へと発展した。発議事態は無効となったものの増田市長は責任を取って辞職し、2003年（平成15年）11月22日に出直し市長選が行われ隣接する久喜市の水道部長であった町田英夫が新市長に当選。この結果を受けて同じ埼玉県内での合併に方針転換し、12月に久喜市と鷲宮町が設置していた合併協議会へ加わった。
2004年（平成16年）、3市町の合併後の新市名を「桜宮市」とすることが決定するがこの名称に対し久喜市で反発が強まり、桜宮市を新設して合併を行う是非を問う住民投票が実施され、その結果幸手市や鷲宮町では賛成票が上回ったのに対し久喜市で反対票が上回り合併構想は白紙撤回されることになった。
2007年（平成19年）12月、町田市長は久喜市と鷲宮町・栗橋町・南埼玉郡菖蒲町の4市町が新たに設置した協議会で進められている合併協議に加わる意向を表明したが、協議会側は幸手市議会の承認を参加条件としたことから幸手市側は合併特例法の期限である2010年（平成22年）3月までに手続きが間に合わないとしてこれを拒否し、単独で存続することとなった。

## 行政

### 市長
- 木村純夫（2019年10月6日就任、2期目）

### 歴代市長
| 代   | 氏名     | 就任日        | 退任日        | 備考                                         |
| ---- | -------- | ------------- | ------------- | -------------------------------------------- |
| 初代 | 芝宏     | 1986年10月1日 | 1993年6月18日 | 2期在任。1985年6月19日に就任の町長から続投。 |
| 2代  | 増田実   | 1993年6月19日 | 2003年9月22日 | 3期目途中で出直し選挙に出馬し、落選。        |
| 3代  | 町田英夫 | 2003年11月9日 | 2011年11月8日 | 2期在任。                                    |
| 4代  | 渡辺邦夫 | 2011年11月9日 | 2019年8月21日 | 2期目途中で不祥事により、辞職。              |
| 5代  | 木村純夫 | 2019年10月6日 | 現職          |                                              |

### 財政
一時、歳入に占める借金の割合である実質公債比率が18%を超えたため、借金に当たる地方債発行に県の許可が必要な地方債許可団体に移行。
埼玉県内ワースト3位の財政状況となったことがある。
財政健全化計画の策定及び実施により、平成19年度に実質公債比率が18%を下回り地方債許可団体を外れ、現在の財政状況は好転している。

### 広域行政
一部事務組合
- 広域利根斎場組合 - 加須市､久喜市､宮代町とともに斎場（メモリアルトネ）運営を行っている。
- 埼玉東部消防組合 - 加須市、白岡市、杉戸町、久喜市、宮代町とともに消防・救急等の業務を行っている。
- 利根川栗橋流域水防事務組合 - 春日部市、久喜市、杉戸町、茨城県五霞町とともに水防事務を行っている。

事務委託
- 杉戸町（環境センター）：可燃ごみの処理を杉戸町に委託している。

協議会
- 田園都市づくり協議会 - 久喜市・蓮田市・幸手市・白岡市・南埼玉郡宮代町・北葛飾郡杉戸町で構成している。
- 埼玉利根保健医療圏医療連携推進協議会（とねっと） - 利根保健医療圏（行田市・加須市・羽生市・久喜市・蓮田市・幸手市・白岡市・宮代町・杉戸町）内の医師会・自治体、「地域医療再生計画」への提案を行った実施事業者、埼玉県加須保健所・埼玉県幸手保健所で構成し、複数医療施設にまたがる医療情報を共有化して、住民（患者）を中心とした一貫性のある医療サービスを提供している。

## 経済

### 農業

#### 農産物
- 米
  - 白目米

#### 農業系組合
- 埼玉みずほ農業協同組合

### 商業

#### 商工系組合
- 幸手市商工会

#### 商業施設
- エムズタウン幸手
- 幸手北モール
- ジョイフル本田幸手店

### 工業団地
- 幸手工業団地
- 幸手中央地区産業団地
首都圏中央連絡自動車道・幸手インターチェンジ至近にあり、主に物流関連の企業が多く立地している[5]。
- ひばりが丘工業団地

### 金融機関
- 埼玉りそな銀行幸手支店（幸手市指定金融機関）
- 武蔵野銀行幸手支店
- 栃木銀行幸手支店
- 埼玉縣信用金庫幸手支店
- 埼玉みずほ農業協同組合（JA埼玉みずほ）
  - 本店
  - 幸手支店
  - 幸手東支店

### マスメディア
ケーブルテレビ
- ジェイコム埼玉・東日本埼玉県央（営業区域:幸手市の一部）

## 地域

### 公共施設等
- 幸手市民文化体育館（アスカル幸手）
- 幸手市保健福祉総合センター（ウェルス幸手）
- コミュニティーセンター
- 幸手市立図書館
- ひばりヶ丘球場
- 勤労福祉会館
- 老人福祉センター
- 児童館
- 武道館
- 市営釣場神扇池
- 神扇グラウンド
- 大島新田多目的グラウンド

### 県の出先機関

埼玉県幸手保健所

- 埼玉県幸手保健所
- 杉戸県土整備事務所 権現堂調節池管理所
- 大宮公園事務所 権現堂公園管理事務所

### 教育
小学校
- 幸手市立幸手小学校
- 幸手市立権現堂川小学校
- 幸手市立上高野小学校
- 幸手市立吉田小学校
- 幸手市立八代小学校
- 幸手市立行幸小学校
- 幸手市立さかえ小学校
- 幸手市立長倉小学校
- 幸手市立さくら小学校

中学校
- 幸手市立幸手中学校
- 幸手市立東中学校
- 幸手市立西中学校

高等学校
- 埼玉県立幸手桜高等学校

専修学校
- 幸手看護専門学校

大学
- 日本保健医療大学

#### かつて存在した学校
- 幸手町立八代中学校
(1978年3月31日閉校)
- 幸手町立吉田中学校
(1978年4月1日から吉田中学校の所在地に東中学校を新設)
- 幸手市立栄中学校
(2009年3月31日閉校)
- 幸手町立吉田第一小学校
(1984年3月31日閉校)
- 幸手町立吉田第二小学校
(1984年3月31日閉校)
- 幸手市立栄第一小学校
(2003年3月31日閉校)
- 幸手市立栄第二小学校
(2003年4月1日から栄第二小学校の所在地にさかえ小学校を新設)
- 幸手市立幸手東小学校
(2005年3月31日閉校)
- 幸手市立緑台小学校
(2005年4月1日から緑台小学校の所在地にさくら小学校を新設)
- 幸手市立香日向小学校
(2012年3月31日閉校)
- 埼玉県立幸手高等学校
(2013年3月31日閉校)
- 埼玉県立幸手商業高等学校
(2013年4月1日から幸手商業高等学校の所在地に幸手桜高等学校を新設)

### 電話番号
市外局番は市内全域が「0480」。同一市外局番の地域との通話は市内通話料金で利用可能（久喜MA）。収容局は幸手局および幸手八代局。

### 郵政
郵便番号は市内全域が「340-01xx」である。
- 幸手郵便局 - 幸手市全域の集配を担当
  - 幸手中郵便局
  - 幸手団地内郵便局
  - 八代郵便局

### 公園

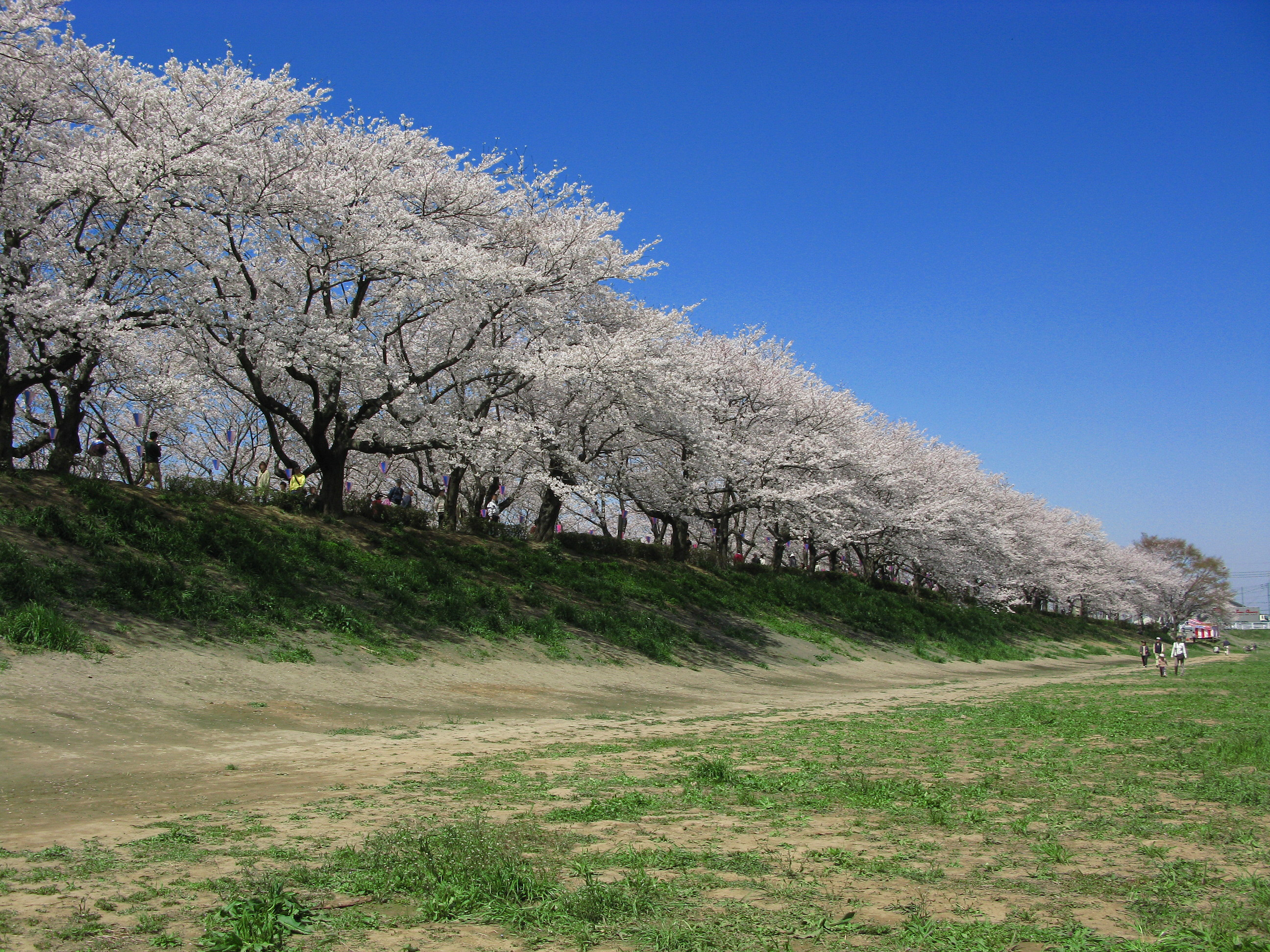
権現堂堤の桜並木

- 幸手総合公園
- 上吉羽中央公園
- 宇和田公園
- 千塚西公園
- 高須賀池公園
- 埼玉県営権現堂公園

### 消防
- 埼玉東部消防組合（消防広域化前は幸手市消防本部）
  - 幸手消防署
    - 幸手西救急ステーション

### 警察
- 埼玉県幸手警察署
  - 幸手駅前交番
  - 幸手東交番
  - 吉田駐在所
  - 香日向駐在所

### 住宅団地
- 幸手上高野住宅（幸手市上高野）
- 幸手南さくら住宅（幸手市南）
- 幸手北住宅（幸手市北）
- 幸手西住宅団地（幸手市香日向）
- 埼玉県営幸手さくら団地
- 埼玉県営幸手北団地
- 東武幸手団地
- 幸手団地（幸手市栄）

## 交通

### 鉄道
- 東武日光線 - 幸手駅
- 市東部は朝日自動車境車庫から杉戸町の東武動物公園駅行きのバス路線が通じており、幸手駅ではなく東武伊勢崎線が連絡し発着列車の多い同駅を利用する市民もみられる。また市の北西部（香日向地区等）の最寄り駅は久喜市の東鷲宮駅、市の北東部（中川以北の高須賀地区の一部や外国府間地区）の最寄り駅は久喜市の南栗橋駅、市の南西部（栄地区等）の最寄り駅は杉戸町の杉戸高野台駅である。
- 市の西をほんのわずかだけ東北新幹線がかすめて通過している。市内に新幹線駅は無い。

#### 未成線
- 明治時代初期、日本鉄道第二区線（現：東北本線）の建設議論にて、日本鉄道第一区線（現：高崎線）から浦和駅で分岐して、幸手・古河と、当市内も経由する案も有力候補とされていたが、これらの途中経由都市の市場規模が両毛機業地帯に劣るということで廃案となった[6]。

### 路線バス
- 朝日自動車（久喜営業所、境営業所）
- 幸手市内循環バス（中田観光バスに運行委託）
- 杉戸町内巡回バス（細井自動車・朝日自動車杉戸営業所に運行委託）

### タクシー
タクシーの営業区域は春日部市・草加市・越谷市・久喜市・八潮市などとともに県南東部交通圏となっている。
- 幸手タクシー
- 共和タクシー

### 道路
高速道路
- 首都圏中央連絡自動車道（圏央道） - 幸手インターチェンジ

一般国道
- 国道4号（日光街道）
- 新4号国道 春日部古河バイパス

県道
- 主要地方道
  - 茨城県道・千葉県道・埼玉県道26号境杉戸線
  - 埼玉県道・千葉県道42号松伏春日部関宿線
  - 埼玉県道65号さいたま幸手線（日光御成街道）
- 一般県道
  - 埼玉県道152号加須幸手線
  - 埼玉県道153号幸手久喜線
  - 埼玉県道156号三郷幸手自転車道線
  - 埼玉県道・茨城県道267号幸手境線
  - 埼玉県道・茨城県道268号西関宿栗橋線
  - 埼玉県道316号阿佐間幸手線
  - 埼玉県道319号惣新田春日部線
  - 埼玉県道318号並塚幸手線
  - 埼玉県道371号下吉羽幸手線
  - 埼玉県道383号惣新田幸手線
  - 埼玉県道414号幸手停車場線

その他主要道路
- 埼葛広域農道

#### 愛称のある道路
- 日光街道（国道4号・市道（大字上高野地内）・埼玉県道65号さいたま幸手線）
- 日光御成街道（埼玉県道65号さいたま幸手線）
- 大正新道（埼玉県道152号加須幸手線）
- 浅間横町（埼玉県道152号加須幸手線）
- 久喜新道（幸手久喜新道、埼玉県道153号幸手久喜線）
- 江戸川サイクリングロード（埼玉県道156号三郷幸手自転車道線）
- 問屋場横町（埼玉県道414号幸手停車場線）
- 妙観横町（日光御廻り道、市道）
- 擔景寺横町
- 東さくら通り
- 八重桜通り
- ふるさとの並木道
- ふれあい散策路
- 中央通り（香日向地区）
- あきにれ通り
- 東木もれ陽通り
- ゆりの木通り
- 西木もれ陽通り
- かえで通り

## 名所・旧跡・祭典・観光スポット
- 権現堂堤（桜土手） - 埼玉県内有数の桜並木があり、本数は約1000本。
- 行幸湖（権現堂川・権現堂調整池） - 2004年彩の国まごころ国体、彩夏到来08埼玉総体のカヌー競技会場にもなった。
- 棒出し
- マリア地蔵
- 義賑窮餓之碑
- 平将門の首塚（幸手市指定文化財史跡） - 浄誓寺境内にある。
- 岸本家住宅主屋（国の登録有形文化財）- 2011年にカフェに改修

### 神社・寺など

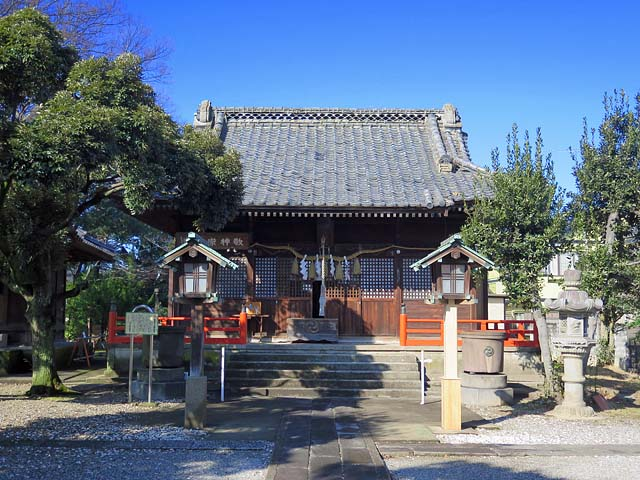
幸宮神社

- 浅間神社 (幸手市北)
- 雷電神社 (幸手市)
- 幸宮神社 (幸手市)
- 天神神社 (幸手市中)
- 一色稲荷神社 (幸手市)
- 神明神社 (幸手市中)
- 香取神社 (幸手市中)
- 上高野神社
- 香取神社 (幸手市大字中川崎)
- 香取神社 (幸手市大字下川崎)
- 宝持寺
- 正福寺
- 聖福寺
- 地蔵院
- 妙観院
- 満福寺
- 担景寺
- 常光寺
- 心鏡院
- 祥安寺
- 神宮寺
- 薬師堂
- 大阿寺

## 町おこし
らき☆すた
主人公の泉こなたの居住地という設定になっており、それが縁で同作を元にした町おこしを地元商工会が進めている。2010年1月1日に泉家を住民登録し、特別住民票を2010年1月3日より交付している
ハッピーハンド
幸手市は「幸せの手」と表記される市名にちなみ「ハッピーハンド」をキーワードにした街づくりが行われている。その一環で幸手青年会議所では、1988年（昭和63年）から毎年市民に感動や幸せを与えてくれた人を投票により選び、選ばれた人を当市へ招待したり、その人の手形をモニュメントにし市役所や幸手駅前ロータリーなどに展示する事業を行なっている。また、選ばれた人から贈呈された寄贈品は市役所や市民文化会館（アスカル幸手）に展示している。
- 手形がある人物
  - 男性：鈴木大地、中畑清、野茂英雄、若花田、毛利衛、中山雅史、尾崎将司、岡野雅行、原田雅彦、井上康生、えなりかずき、星野仙一、内村航平
  - 女性：小谷実可子、宮沢りえ、有森裕子、田村亮子、向井千秋、伊達公子、岡崎朋美、高橋尚子、国仲涼子、福原愛、上野由岐子、日本エレキテル連合

## 出身著名人

### 歴史上の人物
- 岡田寄良（江戸時代の剣術家）

### 政治・経済
- 遠藤卓治（農業、埼玉県多額納税者）
- 遠藤柳作（元貴族院議員、衆議院議員、参議院議員、武蔵野銀行頭取、官僚、弁護士）
- 三ッ林幸三（元衆議院議員、幸手町長）
- 三ッ林弥太郎（元衆議院議員、科学技術庁長官）
- 三ッ林隆志（元衆議院議員、三ッ林弥太郎の次男）
- 三ッ林裕巳（衆議院議員、三ッ林弥太郎の三男）
- 秋谷昭治（前埼玉県議会議員、元議長）
- 渡辺邦夫（元幸手市長）

### 学者
- 橘守部（国学者、青年期幸手宿に在住）

### 文化
- 伯元（囲碁本因坊家八世）
- 察元（囲碁本因坊家九世）
- 烈元（囲碁本因坊家十世）
- 美水かがみ（漫画家、「らき☆すた」の作者）

### スポーツ
- 岡﨑大輔（元プロ野球選手）

### マスコミ
- 白井ゆかり（気象キャスター、ウェザーニュース所属）